# Marlin śródziemnomorski
Marlin śródziemnomorski (Tetrapturus belone) – gatunek ryby z rodziny żaglicowatych (Istiophoridae).

## Występowanie
Ryba zasiedlająca przypowierzchniowe warstwy wody Morza Śródziemnego.

## Charakterystyka
Ciało wydłużone, torpedowate. Głowa prosta. Górna szczęka wyciągnięta w długi szpic, żuchwa znacznie krótsza. Ubarwienie: grzbiet ciemnoszary lub ciemnoniebieski, boki jaśniejsze, brzuch białawy. Ciało pokryte drobną łuską głęboko osadzoną w skórze. Dwie płetwy grzbietowe, pierwsza długa podparta 39–46 miękkimi promieniami, druga bardzo mała podparta 6 miękkimi promieniami. Płetwa odbytowa podzielona, pierwsza część podparta 11–15, a druga 6–7 miękkimi promieniami. Płetwa piersiowa krótka, płetwa brzuszna przesunięta na podgardle. Płetwa ogonowa sierpowata, wysoka.
Dorasta maksymalnie do 2 m. 

## Odżywianie
Odżywia się rybami ławicowymi.

## Rozmnażanie
Biologia rozrodu jest nieznana.